# Alice Téligny Mathon
Alice Téligny Mathon, también conocida como Alice Mathon, fue una feminista y sufragista haitiana, activa en las décadas de 1920 y 1930. Fue miembro fundadora de la Comisión Interamericana de Mujeres en 1928 y el 3 de marzo de 1934 cofundó la Ligue Féminine d'Action Sociale (Liga Femenina de Acción Social, en español) en Haití.
Otros miembros fundadores de la Liga fueron Fernande Bellegarde, Marie Corvington, Esther Dartigue, Alice Garoute, Olga Gordon, Thérèse Hudicourt, Georgette Justin, Madeleine Sylvain y Maud Turian. La Liga fue prohibida por el gobierno dos meses después de su fundación aunque fue restablecida cuando acordó estudiar sus objetivos en lugar de implementarlos inmediatamente. Finalmente, logró la concesión del derecho al voto para las mujeres en 1957.